# Келли, Пол (математик)
Пол Джозеф Келли (англ. Paul Joseph Kelly; 26 июня 1915, Риверсайд, Калифорния — 15 июля 1995, Санта-Барбара, Калифорния) — американский математик, внёсший вклад в геометрию и теорию графов, профессор Калифорнийского университета в Санта-Барбаре.
Родился в Риверсайде (штат Калифорния). Степени бакалавра и магистра получил в Калифорнийском университете в Лос-Анджелесе; докторантуру проходил в Висконсинский университет в Мэдисоне, где в 1942 году под руководством Станислава Улама защитил диссертацию о геометрических преобразованиях.
В 1942—1946 годах служил в Военно-воздушных силах Соединенных Штатов в звании первого лейтенанта. С 1946 года — преподаватель в Университете Южной Калифорнии. В 1949 году перешёл в Калифорнийский университет в Санта-Барбаре, где провёл основную часть академической и преподавательской карьеры. Среди учеников — Брайан Алспач и Филлис Чинн. Вышел на пенсию в 1982 году.
Основной вклад в теорию графов — гипотеза реконструкции, выдвинутая совместно с Уламом: каждый граф однозначно определяется множеством подграфов, образованных удалением одной вершины каждым возможным способом. Келли удалось доказать гипотезу для деревьев, общий случай остаётся открытой проблемой по состоянию на 2023 год.
Соавтор трёх учебников: «Проективная геометрия и проективные метрики» (1953, c Гербертом Буземаном), «Геометрия и выпуклость» (1979, с Максом Вайсом),, «Неевклидова гиперболическая плоскость» (1981, с Гордоном Мэтьюзом).

## Избранная библиография
- Kelly, Paul; Merriell, David (1960). A class of graphs. Trans. Amer. Math. Soc. 96 (3): 488–492. doi:10.1090/s0002-9947-1960-0115932-0. MR 0115932.
- Kelly, P. J.; Straus, E. G. (1957). Inversive and conformal convexity. Proc. Amer. Math. Soc. 8 (3): 572–577. doi:10.1090/s0002-9939-1957-0087973-9. MR 0087973.
- Kelly, Paul J. (1949). On Minkowski bodies of constant width. Bull. Amer. Math. Soc. 55 (12): 1147–1150. doi:10.1090/s0002-9904-1949-09345-x. MR 0033079.
- Kelly, Paul J. (1948). On isometries of product sets. Bull. Amer. Math. Soc. 54 (8): 723–727. doi:10.1090/s0002-9904-1948-09063-2. MR 0026320.
- Kelly, Paul J. (1945). On isometries of square sets. Bull. Amer. Math. Soc. 51 (12): 960–963. doi:10.1090/s0002-9904-1945-08482-1. MR 0013898.